# Houston Leones
El Houston Leones fue un equipo de fútbol de los Estados Unidos que alguna vez jugó en la USL Premier Development League, la cuarta liga de fútbol en importancia en el país.

## Historia
Fue fundado en el año 2007 en la ciudad de Houston, Texas como un equipo filial del CD Cruz Azul de México y su primer partido oficial en la USL Premier Development League fue una victoria 3-0 ante el New Orleans Shell Shockers en el que alinearon a varios jugadores procedentes del Cruz Azul, pero estos jugadores retornaron a su equipo de procedencia a mediados del 2009.
En la temporada 2010 clasificaron por primera vez a los playoffs, donde incluso llegaron a la final de conferencia. El club desapareció a finales del 2010 debido al poco apoyo que recibía el club y a la popularidad del equipo de la MLS, el Houston Dynamo.

## Temporadas
| Año  | División | Liga    | Temporada Regular | Playoffs             | US Open Cup  |
| ---- | -------- | ------- | ----------------- | -------------------- | ------------ |
| 2008 | 4        | USL PDL | 8º, Mid South     | No clasificó         | No clasificó |
| 2009 | 4        | USL PDL | 7º, Mid South     | No clasificó         | No clasificó |
| 2010 | 4        | USL PDL | 2º, Mid South     | Final de Conferencia | No clasificó |

## Entrenadores
- Carlos Ayala (2008)
- Rafael Lopez (2009)
- Rogelio Martínez (2009)
- Cuauhtémoc Ríos (2010)

## Jugadores

### Jugadores destacados
- Eric Quill